# Vale do Juruá
Vale do Juruá is de noordwestelijke mesoregio van de Braziliaanse deelstaat Acre. Zij grenst aan Peru in het zuiden en het westen, Amazonas in het noorden en de mesoregio Vale do Acre in het oosten. De mesoregio heeft een oppervlakte van ca. 74.965 km². Midden 2004 werd het inwoneraantal geschat op 183.396.
Twee microregio's behoren tot deze mesoregio:
- Cruzeiro do Sul
- Tarauacá

Mesoregio's: Vale do Acre · Vale do Juruá

Microregio's: Brasiléia · Cruzeiro do Sul · Rio Branco · Sena Madureira · Tarauacá